# ドナルドの仕事は楽し
『ドナルドの仕事は楽し』（ドナルドのしごとはたのし、原題：The Riveter）は、ウォルト・ディズニー・プロダクション（現：ウォルト・ディズニー・カンパニー）が製作した1940年3月15日公開のアニメーション短編映画作品。ドナルドダック・シリーズの第19作である。

## あらすじ
「ハイ・ホー」を歌うほど仕事が大好きなドナルドはある日、「鋲打ち機を打つ人、募集中」という看板を見つける。ドナルドは早速、その看板を出した雇い主であるピートに志願をするのだが…。

## スタッフ
- 製作：ウォルト・ディズニー
- 監督：ディック・ランディー

## キャスト
| キャラクター   | 原語版               | 旧吹き替え版 | 新吹き替え版 |
| -------------- | -------------------- | ------------ | ------------ |
| ドナルドダック | クラレンス・ナッシュ | 関時男       | 山寺宏一     |
| ピート         | ビリー・ブレッチャー | 内田稔       | 大平透       |
| ナレーター     | -                    | 土井美加     | -            |

## 日本での公開

### 収録
- 『ドナルドダック・クロニクル Vol.1 限定保存版』（DVD、ブエナ・ビスタ・ホーム・エンターテイメント、新吹き替え版）